# قطعنامه ۱۰۴ شورای امنیت
قطعنامه ۱۰۴ شورای امنیت سازمان ملل متحد که در تاریخ ۲۰ ژوئن ۱۹۵۴ تصویب شد، سندی بین‌المللی دربارهٔ سؤال ارسال شده توسط گواتمالا است. این قطعنامه طی نشست ۶۷۵ام با ۱۱ موافق، ۰ مخالف و ۰ ممتنع تصویب شد.